# S.O.S. Pedofilia. Parole per uccidere l'orco
S.O.S. Pedofilia. Parole per uccidere l'orco è un libro scritto dalla sociologa e psicologa Maria Rita Parsi, in collaborazione con lo scrittore e regista cinematografico Claudio Camarca, pubblicato nella sua prima edizione in lingua italiana durante l'anno 2000.

## Contenuti
Il libro nasce dall'esigenza di fornire qualche risposta soddisfacente alle madri ed ai padri, preoccupati per il futuro dei loro figli, che durante i convegni sull'infanzia interrogarono i due autori sulle modalità più idonee per proteggere i bambini dal rischio degli abusi, della violenza sessuale, della pedofilia.
Parsi e Camarca, attraverso il loro serrato dialogo, provano a delineare un quadro tipico del pedofilo, per comprendere come individuarlo, quali possano essere i suoi bersagli, e capire come mai la società contemporanea partorisca questi soggetti malati.
Le prime pagine del libro affrontano le crude cifre della prostituzione minorile prima di piombare nel contesto familiare che è quello abitualmente foriero delle manifestazioni pedofile. L'autrice sostiene di non vedere differenze fra incesto e pedofilia, anche se il primo deriva da tradizioni tribali tipiche del padre-padrone. Inoltre viene formulata una rappresentazione delle famiglie tendenzialmente indifferenti o iperprotettive nei confronti dei bambini che possono costituire la base per la costruzione della vittima perfetta.
Un'altra tematica esplorata è l'omertà familiare che spesso copre, lungamente, gli atti del pedofilo, giustificata dalla paura della moglie di vendette del marito.
Successivamente i due autori descrivono il tipico approccio del pedofilo ai danni di un bambino, ricostruito grazie a due esperienze brasiliane e rumene vissute dall'autore. Gli autori smentiscono in parte la convinzione che il pedofilo debba aver subito da piccolo, a sua volta, violenze sessuali, e affermano che mancano statistiche chiare e precise al riguardo, ma comunque solo un quarto di questi soggetti ripete un atto subito nell'infanzia. Tra le caratteristiche peculiari del pedofilo vi è una sua grande capacità manipolatoria, che gli consente di conquistare la fiducia del bambino, una schiavitù nei confronti del gesto sessuale di tipo coattiva che comporta recidività e nessun legame con l'omosessualità, mentre per esempio gran parte dei turisti sessuali sono regolarmente sposati con prole.
Gli autori, nelle pagine seguenti, comparano i rapporti pedofili con quelli dell'antichità fra maestro e allievo, avvertendo che è foriera di inesattezze l'estrapolazione di avvenimenti dal loro contesto storico-culturale. Quindi al di là delle prospettive di vita media considerevolmente diverse rispetto a oggi (35 anni allora) e quindi delle responsabilità e dei ruoli assunti più precocemente a quei tempi, la pedofilia veniva solitamente condannata anche dai culti religiosi.
Dopo aver toccato lo scottante ambiente di internet, dove galleggiano ampi spazi che pubblicizzano la depravazione il degradamento e le violenze sessuali sui bambini e bambine, gli autori analizzano le tendenze a snaturare il valore ed il senso dell'infanzia, atte allo scopo di avvicinare il più possibile il mondo dei bimbi a quello degli adulti per poterlo sfruttare meglio.
Il libro si conclude con due brevi riflessioni della Parsi e di Guido Angeletti, la prima riprende il tema fiabesco degli orchi, la seconda propone la definizione di "Sindrome per Erode" al posto di pedofobia.

## Edizioni
- Maria Rita Parsi, S.O.S. Pedofilia. Parole per uccidere l'orco, Claudio Camarca, Baldini&Castoldi, 2000,  pp.95 cap.1.